# La Belle Équipe (série télévisée)
Pour les articles homonymes, voir La Belle Équipe.
 (juillet 2012).
Si vous disposez d'ouvrages ou d'articles de référence ou si vous connaissez des sites web de qualité traitant du thème abordé ici, merci de compléter l'article en donnant les références utiles à sa vérifiabilité et en les liant à la section « Notes et références ».
La Belle Équipe est une série télévisée française de 26 épisodes réalisés par Ange Casta, sur des scénarios de Jacques Lecoq, et diffusée sur R.T.F. Télévision de 1958 à 1963.

## Distribution
- Philippe Avron
- Isaac Alvarez
- Claude Evrard
- Jean Markovitch (Marco Perrin)
- Christian Marin
- Pierre Richard Defays (plus connu sous le nom de Pierre Richard)

## Épisode
1. Les peintres
2. Le restaurant
3. La gymnastique et la boxe
4. La fusée
5. Le départ en vacances
6. Le camping
7. Le saloon
8. La crise du logement
9. La piscine
10. Les fantômes
11. La réception
12. Le cambriolage
13. La musique de chambre
14. La suspension
15. Le catch
16. La photo
17. L'évasion
18. La loterie nationale
19. Naufragés
20. Un léger accident
21. Kidnapping
22. Journée au Mexique
23. Gens de maison ou La maison mystérieuse
24. Cocottes en folie
25. Les faux-monnayeurs
26. Le marchand de tapis